# Fabryka Skór G. Weigle, Synowie

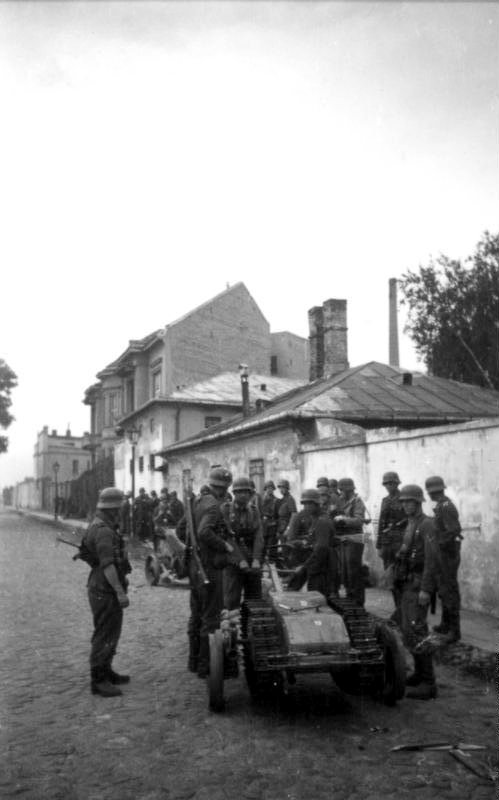
Das Wohnhaus der Familie Weigle in der ul. Piaskowa 4 (hinteres, zweistöckiges Gebäude). Aufnahme aus dem Zweiten Weltkrieg, im Vordergrund deutsche Einheiten mit einem Kleinstpanzer vom Typ Goliath

Die Fabryka Skór G. Weigle, Synowie war ein bedeutendes Unternehmen der polnischen Lederindustrie in der ersten Hälfte des 20. Jahrhunderts. Die Fabrik befand sich im Warschauer Stadtteil Wola und wurde nach dem Zweiten Weltkrieg verstaatlicht.

## Geschichte
Der Deutsche Gottlob Luis Weigle (1850–1934), der 1874 von Backnang nach Warschau gekommen war, hatte zunächst in der Gerberei seines älteren Bruders, Johann Wilhelm Friedrich Weigle (1839–1911), in der ul. Niska gearbeitet. Kurz darauf eröffnete er seinen eigenen Betrieb in der ul. Burakowska 13 am Powązki-Friedhof. Im Jahr 1878 zog er mit diesem in die nahegelegene ul. Piaskowa 4 um. Hier produzierte er gefärbtes und ungefärbtes Leder. Dank großer Aufträge der russischen Armee wuchs das Unternehmen schnell. 

### Erster Weltkrieg
Zu Beginn des Ersten Weltkriegs wurden die Männer der Familie als deutsche Staatsangehörige von den russischen Behörden interniert und nach Orenburg deportiert. Nach Ausbruch der russischen Revolution konnten sie nach Warschau zurückkehren. Die Fabrik war zwischenzeitlich geplündert, Produktionsmaschinen demontiert worden. Nach dem Krieg bauten Luis Weigle und seine Söhne Aleksander (1888–1968), Edward (1890–1938) und Bogusław (1892–1963) das Unternehmen wieder auf. Das dazu notwendige Kapital erhielten sie durch den Verkauf von Ländereien in der Nähe von Łomianki. Seit Ende 1928 firmierte der Betrieb unter Fabryka Skór G. Weigle, Synowie. Mit der Produktion von Boxcalf (Kalbsleder), Rindbox (Rinderleder) und Chevreau (Ziegenleder), die vor allem zur Verkleidung von Möbeln, der Herstellung von Kleidern und hochwertigen Schuhen verwandt wurden, konnte sich das Unternehmen bald einen guten Ruf erarbeiten. Rohmaterial wurde vorwiegend aus Südamerika bezogen. Die Erzeugnisse von G. Weigle, Synowie wurden auf nationalen und internationalen Ausstellungen präsentiert; sie erhielten dort Auszeichnungen, so in Posen (Powszechna Wystawa Krajowa, 1929), Frankreich, Österreich und der Schweiz.

### Zweiter Weltkrieg
Im Februar 1939 kam es noch zur Umwandlung in eine Aktiengesellschaft (Fabryka Skór G. Weigle – Synowie SA). Während der Besatzungszeit im Zweiten Weltkrieg wurde das Unternehmen dem deutschen Treuhänder der Bewirtschaftungsstelle für Leder und Pelze unterstellt und produzierte mit (nur noch) rund 100 Mitarbeitern. Bei Kampfhandlungen wurden die Fabrikanlagen teilweise zerstört. Im Jahr 1950 wurde das Unternehmen verstaatlicht und der Zentralstelle der Lederindustrie (Centralny Zarząd Przemysłu Skórzanego) zugeordnet. Es wurde Bestandteil der Zakłady Garbarskie „Syrena“. Heute befinden sich auf dem Gelände der früheren Fabrik Wohnanlagen. Das früher an die Fabrik angrenzende, in den Jahren 1926 bis 1927 errichtete und 1942 ebenfalls teilweise beschädigte Wohngebäude der Familie wurde nach dem Krieg saniert und um ein Stockwerk erhöht. Die vormalige Fassadendekoration wurde nicht wieder hergestellt.